# Christel

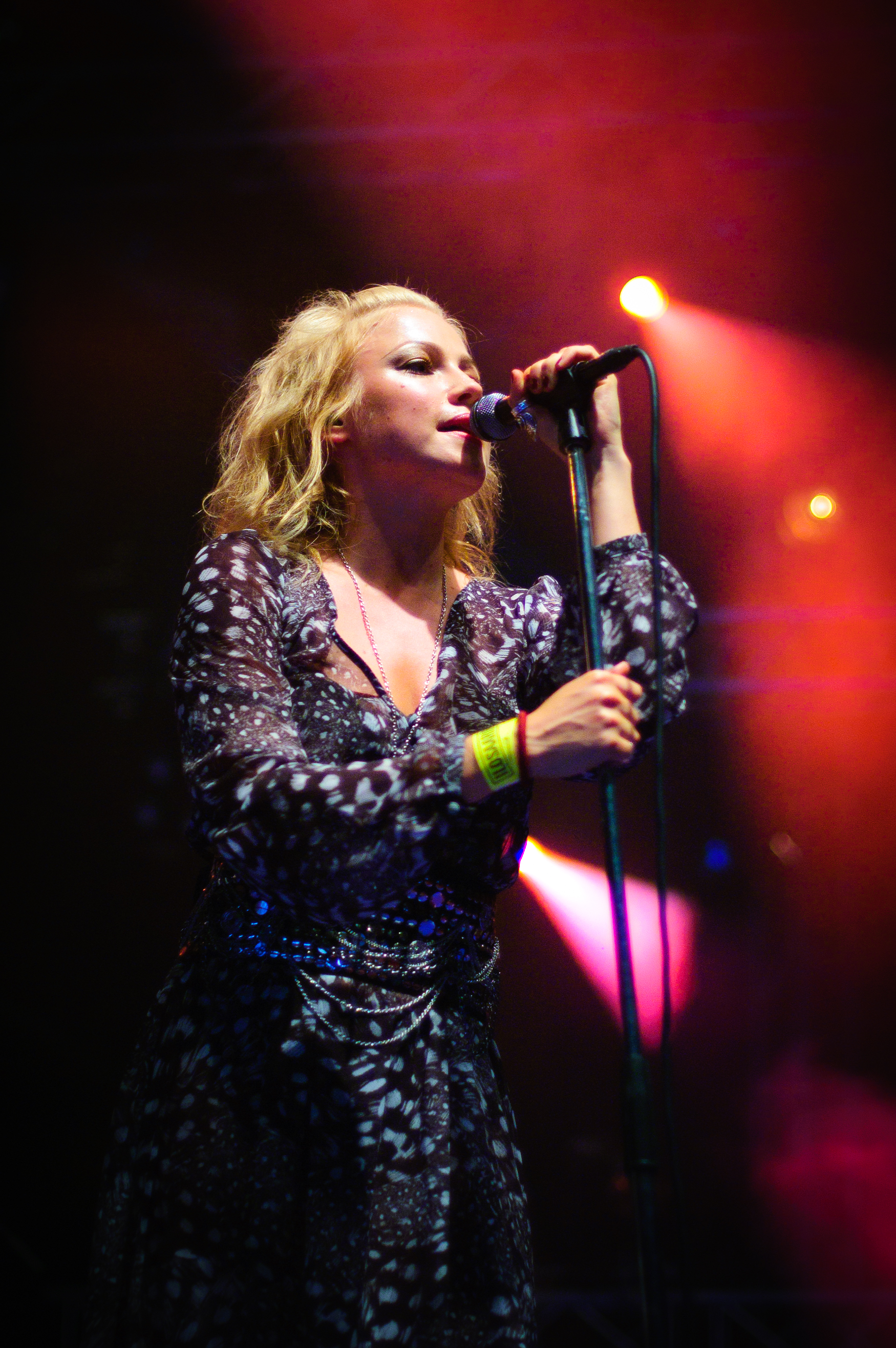
Chisu, 2010.

Christel eller Kristel är ett kvinnonamn med tyskt ursprung, ett smeknamn av Christina eller Christine, med betydelsen den kristna. Namnet har funnits i Sverige sedan slutet av 1800-talet. På tyska stavas namnet ibland Christl. De franska varianterna är Christelle, Chrystel och Chrystelle.
Namnet har för det mesta varit ovanligt, de flesta bärare är födda på 1950- och 1960-talet.[källa behövs]
Den 31 december 2014 fanns det totalt 5 197 kvinnor folkbokförda i Sverige med namnet Christel eller Kristel, varav 3 140 bar det som tilltalsnamn.
Namnsdag i Sverige: 15 mars. I den finlandssvenska namnsdagslängden har Kristel namnsdag 24 juli sedan 1973.

## Personer med namnet Christel
- Christel Alsos, norsk sångare
- Christel Anderberg, svensk politiker (m)
- Christelle Bulteau, fransk kortdistanslöpare
- Christl Cranz, tysk alpin skidåkare
- Christel Holch, dansk skådespelare
- Christel Körner, svensk skådespelare
- Christel "Chisu" Roosberg, finsk sångare
- Christel Sundqvist, finlandssvensk författare